# St. Joe (Indiana)
St. Joe è un comune degli Stati Uniti d'America, situato nello stato dell'Indiana, nella contea di DeKalb.